# Renhō
Renhō (蓮舫), née le 28 novembre 1967 à Tokyo, est une femme politique, ancienne mannequin et animatrice de télévision japonaise d'origine taïwanaise par son père et japonaise par sa mère, membre du Parti démocrate du Japon (PDJ) puis du Parti démocrate progressiste (PDP) qu'elle préside du 15 septembre 2016 au 27 juillet 2017, occupant de ce fait la position de chef de l'opposition parlementaire, et enfin du Parti démocrate constitutionnel (PDC).
Membre de la Chambre des conseillers, la chambre haute de la Diète du Japon, pour sa préfecture natale depuis 2004, elle a été plusieurs fois ministre d'État, notamment chargée de la Revitalisation du gouvernement du 8 juin 2010 au 27 juin 2011, puis du 2 septembre 2011 au 13 janvier 2012 dans les 94e et 95e cabinets du Japon dirigés successivement par Naoto Kan puis Yoshihiko Noda, dont elle est une proche et membre de sa faction au sein du PDJ puis du PDP.
Bien que son nom marital complet soit Renhō Murata (村田 蓮舫, Murata Renhō) et son nom de jeune fille japonais Renhō Saitō (斉藤 蓮舫, Saitō Renhō), elle a toujours utilisé uniquement son prénom au cours de sa carrière professionnelle puis politique. Elle est également connue à Taïwan à travers la prononciation chinoise de son prénom, Lien-fang.

## Origines et formation

### Une double origine
Renhō est née à Tōkyō d'un père taïwanais, Hsie Che-Hsin (chinois : 謝 哲信, pinyin Xiè Zhéxìn), un homme d'affaires gérant de la compagnie Sanxing Shangshi spécialisée dans l'importation au Japon de bananes pour un groupe familial, et d'une mère japonaise qui fut l'une des « Miss Shiseido » (à la fois mannequin et agent promotionnel du groupe cosmétique), Keiko Saitō (斉藤 桂子, Saitō Keiko). Sa famille paternelle est originaire du bourg de Baihe dans le comté de Tainan au sud-ouest de Taïwan.
Sa grand-mère, Chen Hsing-tsun (chinois : 陳 杏村, pinyin : Chén Xìngcūn, née en 1910 à Taipei) fut une femme d'affaires influente de l'île, ayant fait fortune d'abord dans la mode puis en tant que gérante d'une succursale de la British American Tobacco à Shanghai du fait notamment de son commerce avec l'armée occupante japonaise durant la Seconde Guerre sino-japonaise (ce qui va lui valoir après la fin du conflit un procès pour « trahison à la patrie », duquel elle sort acquittée). De retour à Taïwan après la guerre, Chen Hsing-tsun fonde un empire commercial actif surtout dans l'exportation de bananes vers le Japon, le Dati Merchant Store,. Renhō est également du côté paternel la nièce par alliance de Mark Chen (en), homme politique indépendantiste taïwanais, membre du Parti démocrate progressiste (PDP), ancien ministre des Affaires étrangères (de 2004 à 2006) puis secrétaire général du Bureau présidentiel (de 2006 à 2007) et enfin secrétaire du Conseil national de sécurité (de 2007 à 2008) du président Chen Shui-bian.
Son nom de naissance en mandarin est Hsie Lien-fang (chinois : 謝 蓮舫, pinyin Xiè Liánfǎng). Elle est à l'origine, selon le principe du jus sanguinis, de nationalité taïwanaise mais ne peut acquérir immédiatement celle du Japon, celle-ci ne se transmettant qu'aux individus ayant un père citoyen japonais jusqu'à l'amendement de la loi sur la nationalité de 1984. Après cette réforme, entrée en vigueur au 1er janvier 1985, la transmission de la nationalité se fait également par la mère. Toutefois, le Japon ne reconnaît toujours pas la double nationalité et ainsi demande aux enfants pouvant prétendre à deux citoyennetés du fait d'origines différentes de leurs parents de choisir pour l'une d'entre elles avant leurs vingt-deux ans (au-delà de cette date, la naturalisation japonaise est automatique moyennant la demande d'un renoncement total à toute nationalité étrangère). Dès 1985, à 18 ans, Renhō choisit d'être Japonaise, ayant été entièrement élevée et scolarisée dans l'archipel nippon. Elle opte ainsi à l'état-civil pour le nom de sa mère et pour la prononciation japonaise de son prénom (déjà utilisée durant sa scolarité), et devient officiellement Renhō Saitō.

### Études et débuts à la télévision
Elle fait la totalité de ses études, de la maternelle à l’université, dans les établissements de la compagnie scolaire privée Aoyama Gakuin (en), basée dans l’arrondissement et le quartier de Shibuya à Tōkyō. Elle obtient son Bachelor of Laws (法学士, Hōgakushi) en 1990. Plus tard, elle suit des cours en langues chinoises à l’université de Pékin de 1995 à 1997.
En parallèle de ses études, elle commence très tôt une carrière de mannequin et d’actrice, apparaissant dès 1985, à 17 ans, dans une publicité télévisée pour une télécarte de l’opérateur récemment privatisé Nippon Telegraph and Telephone (NTT). Elle fait partie ensuite du casting du drama Sērā-fuku dōri (セーラー服通り), ou littéralement « Rue des Sailor fuku », diffusé chaque vendredi soir sur la chaîne TBS entre janvier et mars 1986. En 1988, elle est la Clarion Girl (en) (jeune fille recrutée pour assurer la promotion médiatique des autoradios de la société Clarion). La même année, elle joue à nouveau dans un drama, Kimi no Hitomi wo Taihosuru! (君の瞳をタイホする!), ou « Tes yeux sont en arrestation », diffusé le lundi en soirée de janvier à mars sur Fuji TV. Depuis le tournage de cette série, elle est amie avec l’actrice, chanteuse et idol Shizuka Kudō. Elle apparaît enfin dans des publicités pour la compagnie ferroviaire privée Keihan Electric Railway (Keihan) entre 1989 et 1991.
Une fois diplômée de l'université Aoyama Gakuin, elle entame ensuite une carrière d'animatrice à la télévision, en participant d'abord à des owarai (des programmes comiques), jeux télévisés et émissions de variétés, notamment comme assistante féminine de Beat Takeshi (Takeshi Kitano) dans l’owarai Super Jockey (スーパーJOCKEY) diffusé en début d'après-midi le dimanche sur Nippon TV, entre octobre 1989 et septembre 1992. De plus, elle coprésente l'émission de variétés et d'information dédiée aux Salarymen en dernière partie de soirée le mardi entre octobre 1990 et mars 1996 sur Nagoya TV, Salaryman - Hour : Commandement d'Heisei (サラリーマン・アワー 平成のオキテ). Elle anime, en parallèle, l'émission de variétés de fin de soirée du vendredi sur ABC TV dans la région du Kansai, Group dating ! Stage intensif ! Zone de libération ! (合コン!合宿!解放区!, Gōkon! Gasshuku! Kaihōku!) de mai 1990 à mars 1991, fait partie de l'équipe de la matinale du samedi aux côtés de Katsura Sanshi, d'octobre 1990 à mars 1991 également sur ABC TV, et est l'assistante de Junji Takada pour le jeu télévisé estival (août et septembre 1990) Quiz sur la TV (クイズおもしろTV, Kuizu omoshiro TV) sur TV Asahi.
Elle s'oriente ensuite vers le journalisme et la présentation d'actualités, en étant l'un des deux meneurs, avec Noritsugu Watanabe, du programme d'informations quotidien du soir de TV Asahi Station-Eye (ステーションEYE) d'avril 1993 à octobre 1995.

## Politique
Elle est élue à la Chambre des conseillers depuis 2004. Dans les Cabinets Kan et Noda (2010-2012), elle s'occupe de la réforme administrative, des consommateurs, de la sécurité alimentaire, de la réforme sociale, de la réforme du système des fonctionnaires et de la baisse de la natalité.
En 2015, elle fait partie du Comité du Budget.
En septembre 2016, elle est élue présidente du Parti démocrate progressiste. Elle est la première femme à diriger le principal parti d'opposition.
Elle démissionne de cette position le 27 juillet 2017 après l’échec de son parti aux élections municipales de Tokyo.
Renhō candidate à l'élection au poste de gouverneur de Tokyo de juillet 2024 (en). Elle est opposée, entre autres, à la gouverneure sortante Yuriko Koike. Elle arrive en troisième position avec 18,8 % des voix derrière Koike qui est réélue avec 42,8 % des voix et Shinji Ishimaru, qui obtient 24,3 % des voix,.

## Famille
Renhō est mariée avec Nobuyuki Murata, un journaliste indépendant, depuis 1993. En 1997, ils ont eu des jumeaux, Suiran, une fille, et Rin, un garçon.